# Gesloten centrum in België

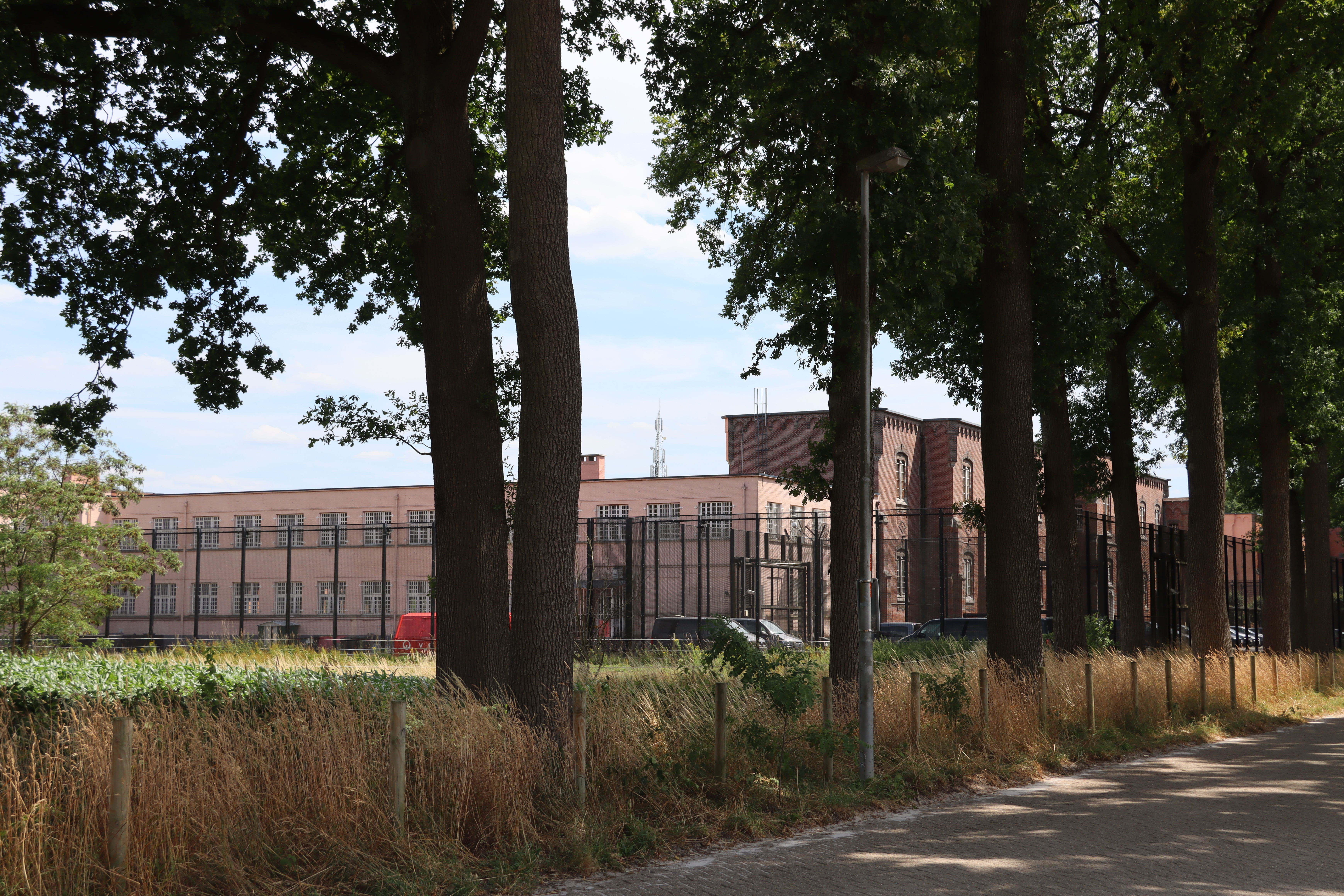
Centrum voor Illegalen Merksplas

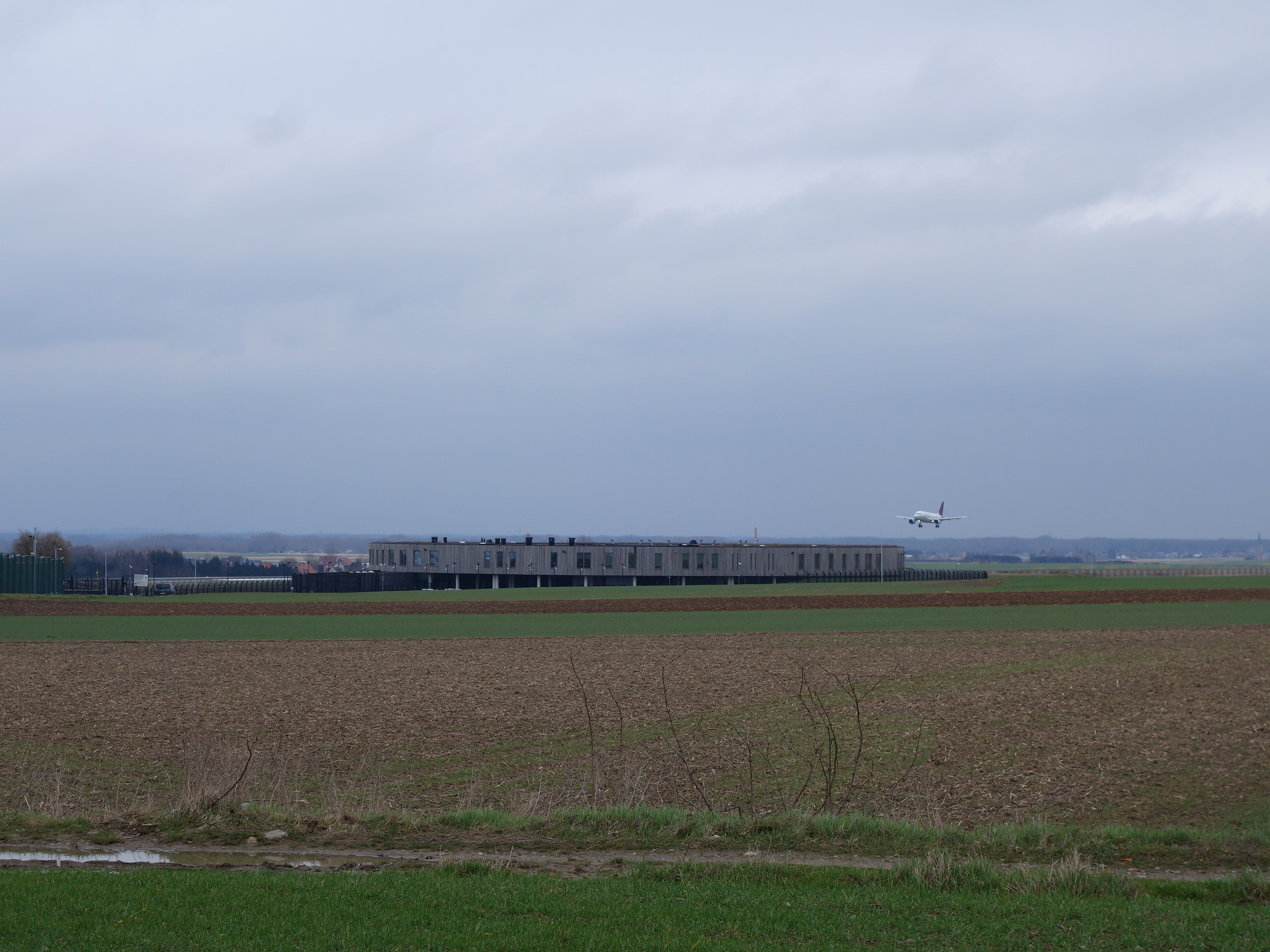
Transitcentrum Caricole

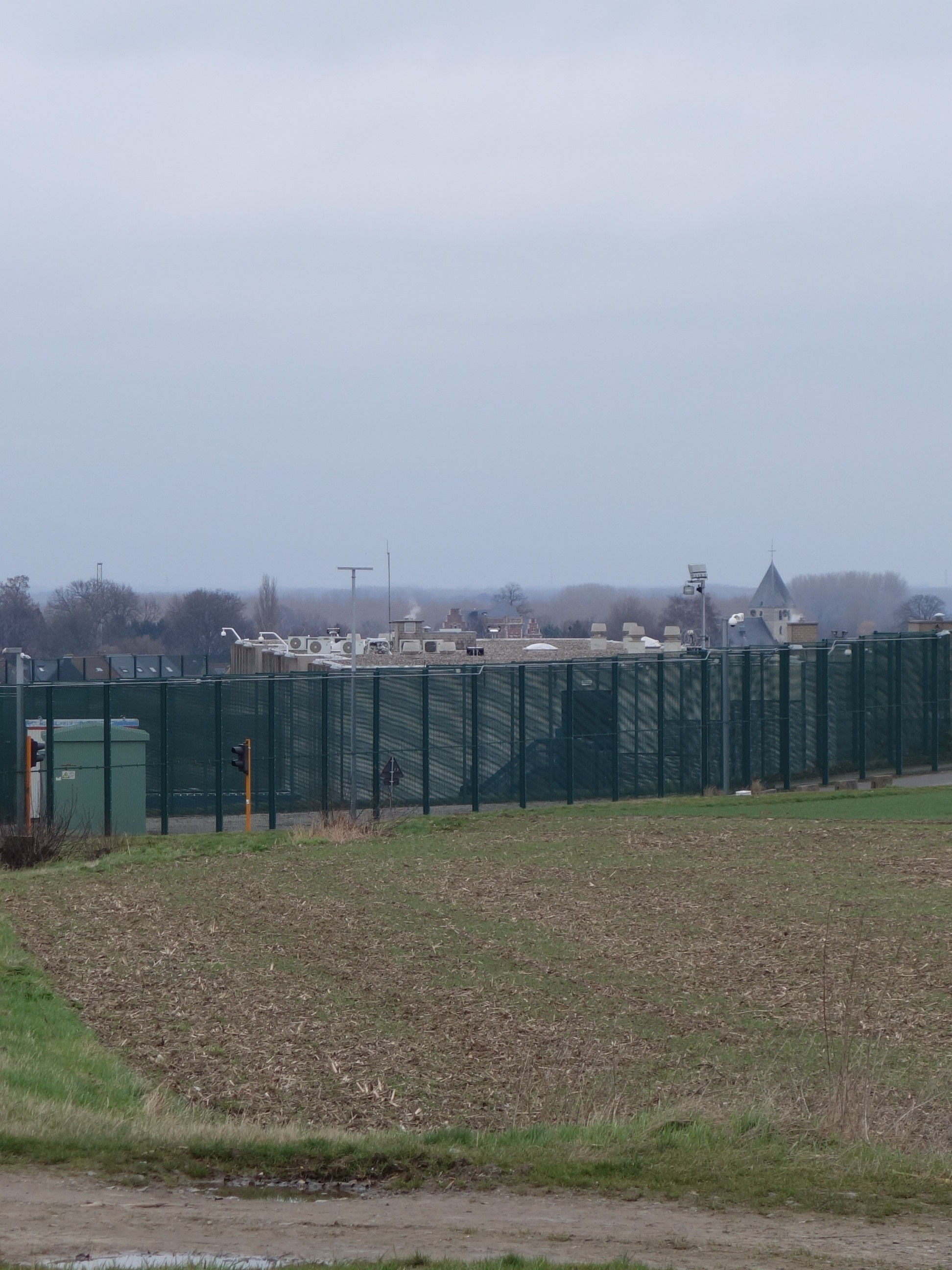
Dak van Repatriëringscentrum 127bis (voorbij de driedubbele omheining)

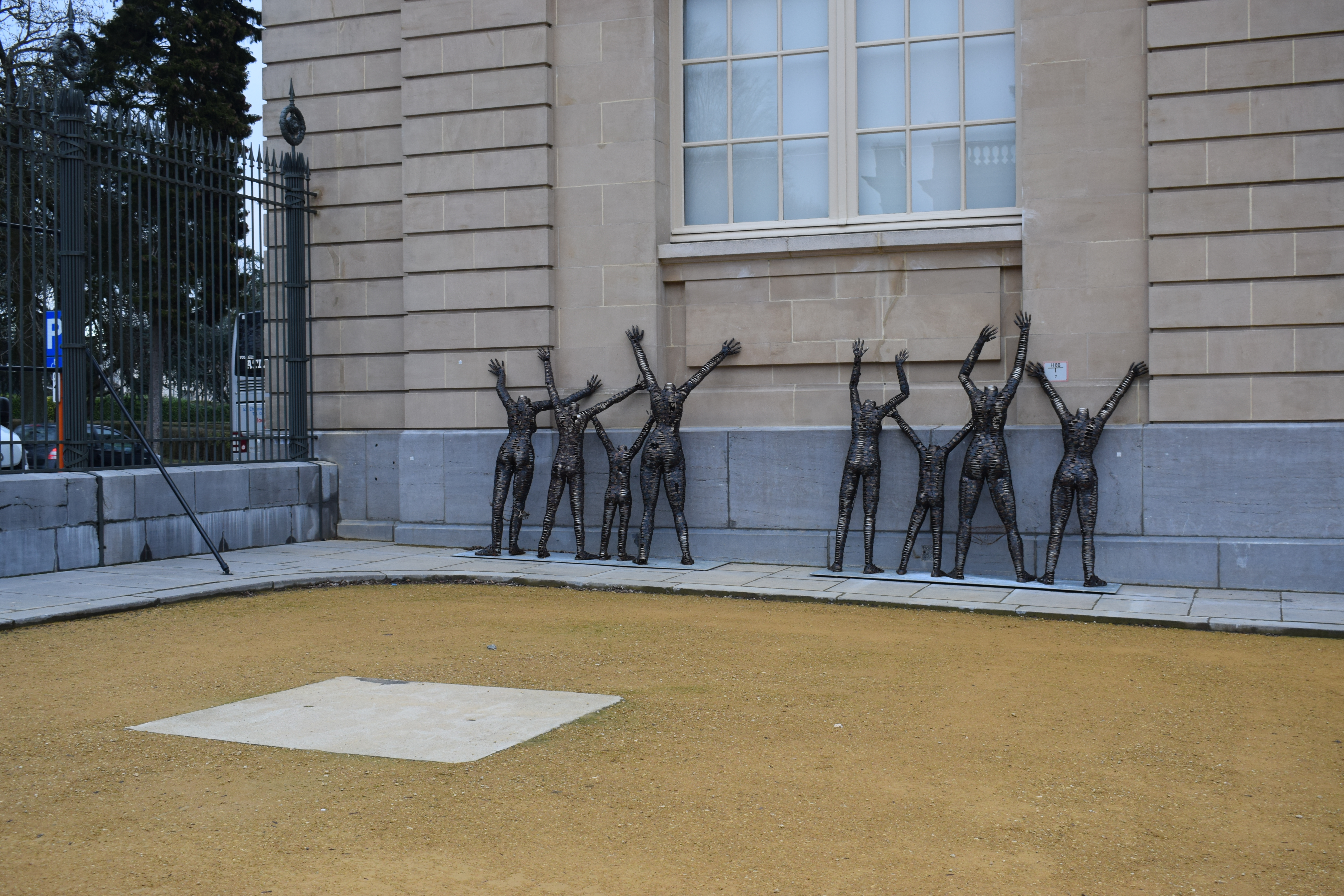
Centre fermé, rêve ouvert (beeldengroep gecreëerd in 2016 door Freddy Tsimba n.a.v. een tiendaags verblijf in een gesloten centrum)

Een gesloten centrum is een inrichting in België waar buitenlanders zonder verblijfsrecht bestuurlijk worden vastgehouden met het oog op hun uitzetting. In de praktijk functioneren de gesloten centra als gevangenissen onder het beheer van de Dienst Vreemdelingenzaken. Het zijn geen strafinrichtingen in die zin dat de gedetineerden er niet zijn opgesloten na een veroordeling wegens het plegen van een misdrijf, noch op verdenking daarvan (illegaal verblijf is geen misdrijf).

## Opsluiting
De beslissing tot opsluiting wordt genomen door de minister voor asiel en migratie of zijn gemachtigde (een ambtenaar van de Dienst Vreemdelingenzaken). De gronden en voorwaarden zijn geregeld in de Vreemdelingenwet, die de beoordeling of de maatregel nodig is voor een 'effectieve verwijdering' aan het bestuur overlaat.
Een opsluiting geldt in beginsel voor twee maanden, verlengbaar tot maximum acht maanden. Bij sommige opsluitingsgronden is evenwel geen wettelijke maximumtermijn voorzien. Als de vreemdeling zijn repatriëring doet mislukken, kan hij opnieuw worden opgesloten zonder dat dit als een verlenging telt.
België is in 2010 internationaal veroordeeld wegens het opsluiten van kinderen. Dit heeft geleid tot nieuwe regelgeving die gezinnen met minderjarige kinderen in open terugkeerwoningen onderbrengt (behalve gezinnen die toekomen aan de grens en in een INAD-centrum worden opgesloten).

## Territoriale status
Een vreemdeling die aan de grens wordt tegengehouden en in een gesloten centrum wordt opgesloten, heeft verblijfsrechtelijk gezien België niet betreden. Gesloten centra worden op dat vlak gelijkgesteld met plaatsen aan de grens. Daardoor blijft refoulement mogelijk.

## Rechtsmiddelen
De gedetineerde kan de vrijheidsberoving aanvechten voor de raadkamer. Bij zo'n verzoek tot invrijheidstelling gaat de raadkamer na of de maatregel in overeenstemming is met de wet, zonder zich te mogen uitspreken over de gepastheid ervan. In dit opzicht heeft de verblijfsrechtelijk gedetineerde minder rechten dan iemand in voorhechtenis.
Tegen mistoestanden in de centra is een klachtencommissie ingesteld. Voorts moet elk centrum jaarlijks verslag doen aan de minister over onder meer het aantal ontsnappingen, hongerstakingen en zelfmoordpogingen.

## Locaties
Anno 2021 telde België zes gesloten centra.
Repatriëringscentrum 127 bisIn maart 1994 is het Repatriëringscentrum 127 bis in gebruik genomen (aan de Tervuursesteenweg in Steenokkerzeel, net buiten de perimeter van de start- en landingsbanen). Er zijn vier vleugels van elk 30 plaatsen. Alleenstaande mannen zijn apart ondergebracht van gezinnen, alleenstaande vrouwen of vrouwen met kinderen.
Transitcentrum CaricoleHet gesloten centrum Caricole, vlak naast 127bis, vervangt sinds 2012 twee oudere centra. Het heeft een rechtstreeks verbinding met de luchthaven, zodat geen vervoer langs buitenwegen nodig is. Er zijn cellen voor 90 personen.
Centrum voor Illegalen Merksplas (CIM)Een deel van de voormalige landloperskolonie van Merksplas is in november 1993 ingericht als gesloten centrum (146 plaatsen).
Centrum voor Illegalen Brugge (CIB)De voormalige vrouwengevangenis van Sint-Andries, de Refuge, is sinds januari 1995 in gebruik als gesloten centrum met 112 plaatsen. Het ligt naast de gebouwen van de federale politie en in de buurt van het Penitentiair complex Brugge.
Centrum voor Illegalen Vottem (CIV)In 1999 kreeg Vottem een gesloten centrum naar het model van 127bis. Het telt 160 plaatsen.
Centrum voor illegalen HolsbeekIn 2019 opende in Holsbeek een gesloten centrum voor alleenstaande vrouwen. Het telt 50 plaatsen.

## Terminologie
In de regelgeving wordt eufemistisch gesproken over 'bewoners', niet over gedetineerden of gevangenen. De inrichtingen worden gewoon 'centrum' genoemd, zonder verdere kwalificatie.

## Voetnoten
1. ↑  In het bijzonder in Titel IIIter.
2. ↑  Met name artikel 52/4, vierde lid, artikel 54, § 2, tweede lid en artikel 57/32, § 2, tweede lid Vreemdelingenwet.
3. ↑  Arresten van het Hof van Cassatie d.d. 31 augustus 1999, 28 september 1999, 2 november 1999 en 31 maart 2004 en van het Europees Hof voor de Rechten van de Mens d.d. 2 juni 2005 (Kabongo/België, nr. 52467/99).
4. ↑  Arrest van het Europees Hof voor de Rechten van de Mens d.d. 19 januari 2010 (Muskhadzhiyeva e.a. tegen België)
5. ↑  Artikel 71 van de wet van 15 december 1980 betreffende de toegang tot het grondgebied, het verblijf, de vestiging en de verwijdering van vreemdelingen
6. ↑  Artikel 72 van de wet van 15 december 1980 betreffende de toegang tot het grondgebied, het verblijf, de vestiging en de verwijdering van vreemdelingen
7. ↑  Titel IV van het koninklijk besluit van 2 augustus 2002 houdende vaststelling van het regime en de werkingsmaatregelen, toepasbaar op de plaatsen gelegen op het Belgisch grondgebied, beheerd door de Dienst Vreemdelingenzaken, waar een vreemdeling wordt opgesloten, ter beschikking gesteld van de regering of vastgehouden, overeenkomstig de bepalingen vermeld in artikel 74/8, § 1, van de wet van 15 december 1980 betreffende de toegang tot het grondgebied, het verblijf, de vestiging en de verwijdering van vreemdelingen
8. ↑  Artikel 135 van het koninklijk besluit van 2 augustus 2002 houdende vaststelling van het regime en de werkingsmaatregelen, toepasbaar op de plaatsen gelegen op het Belgisch grondgebied, beheerd door de Dienst Vreemdelingenzaken, waar een vreemdeling wordt opgesloten, ter beschikking gesteld van de regering of vastgehouden, overeenkomstig de bepalingen vermeld in artikel 74/8, § 1, van de wet van 15 december 1980 betreffende de toegang tot het grondgebied, het verblijf, de vestiging en de verwijdering van vreemdelingen
9. ↑  Transitcentrum 127 (geopend in december 1988) en het INAD-centrum (voor 'inadmissibles')
10. ↑  Artikel 1, 6° van het koninklijk besluit van 2 augustus 2002 houdende vaststelling van het regime en de werkingsmaatregelen, toepasbaar op de plaatsen gelegen op het Belgisch grondgebied, beheerd door de Dienst Vreemdelingenzaken, waar een vreemdeling wordt opgesloten, ter beschikking gesteld van de regering of vastgehouden, overeenkomstig de bepalingen vermeld in artikel 74/8, § 1, van de wet van 15 december 1980 betreffende de toegang tot het grondgebied, het verblijf, de vestiging en de verwijdering van vreemdelingen